# Abū Garvā-e Do
Abū Garvā-e Do (persiska: ابو گروا دو) är en ort i Iran.   Den ligger i provinsen Khuzestan, i den centrala delen av landet, 500 km sydväst om huvudstaden Teheran. Abū Garvā-e Do ligger 25 meter över havet och antalet invånare är 120.